# Ano hidrológico
Ano hidrológico é um termo usado em hidrologia para descrever um intervalo de tempo de 12 meses em que são medidos os totais de precipitação. O ano hidrológico pode ter início numa data diferente do ano civil e depende da região. No hemisfério norte, o ano hidrológico tem geralmente início em 1 de outubro.